# جعفر آل محبوبه
الشيخ جعفر بن باقر بن جواد بن محمد حسن آل محبوبه الربيعي النجفي (1314 هـ - 1377 هـ). هو مؤرخ وباحث ورجل دين شيعي عراقي مشهور بتأليفه كتاب ماضي النجف وحاضرها.
كانت ولادته في النجف حدود سنة 1314 هـ، وبها نشأ بها، والتحق بحوزتها العلمية فدرس المقدمات عند محمد حسين شليلة وتقي وتوت وغيرهما، ثم درس في السطوح عند حسين الحلّي، وأبو القاسم الخوئي، وموسى دعيبل، وعبد الحسين الحلي، وعلي الإيرواني، ثم حضر دروس البحث الخارج في الأصول على مهدي المازندراني وضياء الدين العراقي، وفي الفقه على محمد حسين النائيني ومحمد رضا آل ياسين.

## مؤلفاته
- ماضي النجف وحاضرها. من ثلاث مجلدات.[4]
- تشجير كتاب الفنوني في النسب.
- تعاليق على عمدة الطالب.
- المختار من لآلئ الأخبار. اختصار لكتاب لآلئ الأخبار والآثار لمحمد نبي التويسركاني.[5]